# Marc Chagall
Marc Chagall (n. 24 iunie/6 iulie 1887, Liozna⁠(d), Mogilev Governorate⁠(d), Imperiul Rus – d. 28 martie 1985, Saint-Paul, Provence-Alpes-Côte d'Azur, Franța) a fost un pictor modern. Stilul său de pictură este considerat ca deosebit de original și poetic, sub influența fanteziei și al melancoliei, și strâns legat de cultura ebraică. Ea reprezintă o temă care revine permanent în creația sa, la fel ca și orașul provincial bielorus Vitebsk, în care artistul și-a petrecut copilăria.

## Viața și opera
La 7 iulie 1887 vine pe lume la Vitebsk, în Rusia (azi Belarus), Moșe Segal, care se va face cunoscut mai târziu ca artist cu numele de Marc Chagall. Copilul este primul născut al familiei Zachar și Faiga Segal, evrei hasidici de limbă idiș. Părinții lui Chagall sunt oameni săraci și foarte credincioși. Viața de familie se desfășoară în ritmul sărbătorilor religioase în cartierul destinat de autoritățile țariste evreilor. Părinții sunt analfabeți, dar fiul învață să scrie, să citească și să cânte la vioară. Primele cunoștințe le primește la școala evreiască, apoi va urma o școală laică. Dorește să devină pictor, la început însă lucrează ca ucenic la un fotograf (1906), dar reușește să meargă timp de două luni în atelierul lui Iehuda Pen, de la care primește primele lecții de pictură. Înfruntând multe greutăți, în anul următor pleacă la St. Petersburg, unde în 1907 devine elevul lui Nicolai Roerich, director al Academiei de Arte Frumoase. Chagall își va continua studiile mai târziu cu Lev Bakst, la Școala Svansev, care îi reunea pe reprezentanții avangardei ruse.
În anul 1910 ia parte la expoziția colectivă organizată de Școală. Se hotărăște să plece în Franța. În acest timp se logodește cu Bella Rosenfeld, care îl va aștepta la Vitebsk vreme de patru ani. Se vor căsători în anul 1915.

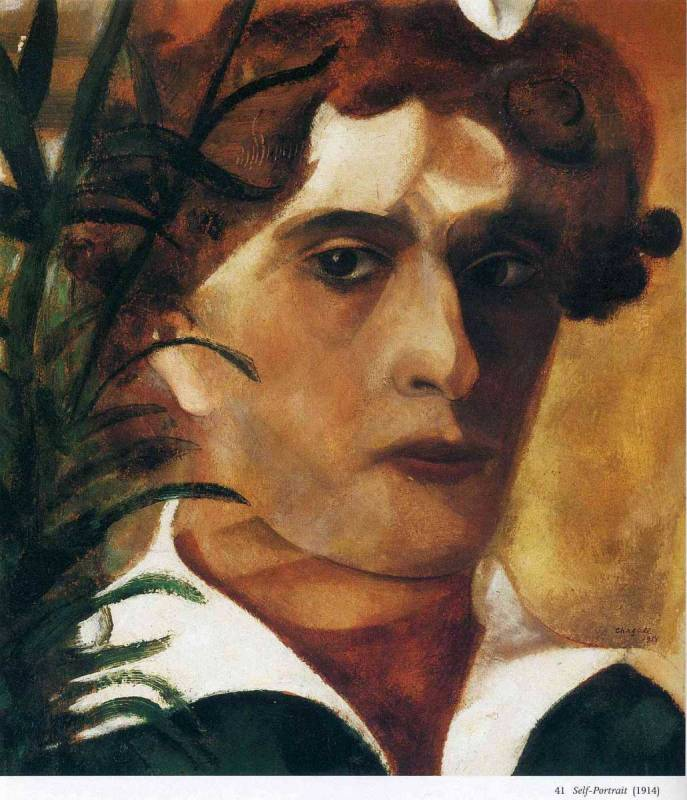
Marc Chagall - autoportret 1914

### Plecarea la Paris
Ajuns la Paris, artistul își adaptează numele limbii franceze. La început locuiește în cartierul Montparnasse, apoi se mută în La Ruche, unde existau aproximativ o sută de ateliere de pictură. Chagall trăiește în sărăcie. Noaptea pictează în atelierul ticsit și dezordonat, pe pânze improvizate din fețe de masă, cearșafuri sau cămăși de noapte, ziua continuă să studieze. Îi cunoaște pe poeții Max Jacob și Guillaume Apollinaire. Cu sprijinul pictorului Robert Delaunay, lucrările lui Chagall sunt primite la Salonul de Toamnă (1912).
În anii 1913 și 1914 își expune la Berlin tablourile pictate la Paris. În 1914 își vizitează familia în Vitebsk și, surprins de izbucnirea războiului, va rămâne în Rusia timp de opt ani.

### Anii petrecuți în Rusia
În primul an de război, lucrează ca funcționar de stat în Sankt Petersburg. În cercul cunoscuților din capitală se află poeții Vladimir Maiakovski, Serghei Esenin și Alexandr Blok. Se apropie anul 1917, care aduce cu sine revoluția și războiul civil. În Rusia sovietică, evreii vor deveni în sfârșit cetățeni cu drepturi depline. Când în anul 1914 se întoarce în orașul natal, Chagall își regăsește cu emoție rădăcinile în folclorul și cultura evreiască, care cunoștea în acea vreme o adevărată renaștere. Etnografii evrei adună povești și legende care fuseseră până atunci păstrate numai prin viu grai. Această tradiție națională neobișnuit de bogată reprezintă o completare a textelor cărților sfinte Tora și Talmudul.
În Poarta cimitirului motivul care dă titlul tabloului este o poartă monumentală încununată cu steaua lui David și acoperită cu inscripții în ebraică. Textul de la baza frontispiciului redă cuvintele lui Dumnezeu din cartea profetului Iezechiel: "Iată, Eu voi deschide mormintele voastre și voi scoate pe voi, poporul Meu, din mormintele voastre și vă voi duce în țara lui Israel...".
În anul 1918 Chagall a primit funcția de comisar al artelor frumoase în gubernia Vitebsk. În ianuarie 1919 a inaugurat școala de arte frumoase din Vitebsk și muzeul municipal. Această euforie este totuși de scurtă durată. În "Atelierul Liber"" înființat de el, Chagall ajunge în conflict cu pictorul Kazimir Malevici, leader al artei avangardiste. Forțat să-și dea demisia, părăsește orașul Vitebsk în mai 1920 și se mută la Moscova. Aici pictează decoruri teatrale și realizează totodată decorațiile pereților Teatrului Evreiesc. Totuși, picturile sale nu încap în tiparele esteticii impuse de revoluție. În anul 1922, fără să mai aștepte ca situația să devină disperată, Chagall se hotărăște să emigreze.

### În emigrație
Prima etapă din viața lui Chagall ca exilat se desfășoară la Berlin, oraș în care și-au găsit deja refugiul mulți emigranți ruși. În anul 1923, la chemarea lui Blaise Cendrars, Chagall părăsește Germania îndreptându-se spre Franța. Are câteva expoziții, printre altele la New York (1926). Ambroise Vollard, proprietarul unei galerii și editor de gravuri, îi comandă ilustrații pentru "Suflete moarte" de Gogol; mai ilustrează și alte cărți, "Fabulele" lui La Fontaine și Biblia. Situația materială a pictorului se îmbunătățește, călătorește în Palestina, Olanda, Spania și Italia. Se înmulțesc însă semnele amenințătoare ce prevestesc apropierea unui nou război mondial. În anul 1937 unele din operele sale ajung la expoziția de "artă degenerată" (Entartete Kunst), organizată la München de naziști. După izbucnirea războiului în 1939, se mută cu familia în sudul Franței. În cele din urmă, în anul 1941, familia Chagall pleacă la New York. În septembrie 1944, soția sa Bella moare în urma unei infecții. În America, pe lângă tablouri, artistul creează și scenografii pentru spectacolele de balet "Aleko" de Ceaikovski și "Pasărea de foc" de Stravinsky.

### Întoarcerea în Franța
În 1948 se stabilește împreună cu pictorița canadiană Virginia Haggard la Orgeval, în apropierea Parisului. Legătura lor durează până în 1952, când Marc Chagall o întâlnește pe Valentina Brodski, numită de el "Vava". Se vor stabili la Paris în apatamentul Vavei, pe insula Saint Louis.
Din anul 1966 au locuit la Saint-Paul-de-Vence, lângă Nisa. Chagall merge de mai multe ori în Israel, unde realizează picturi murale în clădirea Knessetului (Parlamentul) din Ierusalim. În ultimii ani ai vieții, Chagall continuă să lucreze neobosit. Pictează, se ocupă de sculptură, ceramică și litografie, proiectează vitralii. La solicitarea ministrului Culturii, scriitorul André Malraux, decorează între anii 1963-1964 plafonul Operei din Paris. Pe 7 iulie 1973 se inaugurează la Nisa "Musée National Message Biblique Marc Chagall", a cărui colecție cuprinde opere donate de pictor statului francez.
Pe la începutul anilor optzeci, Chagall revine la formate mici. Cu arta lui atât de personală, va crea încă multe tablouri și gravuri. Moare la 28 martie 1985 în Saint-Paul-de-Vence, la nouăzeci și opt de ani. Marc Chagall a intrat în istoria picturii fără să-și fi creat propria școală. Până în ziua de azi nu se cunoaște un alt artist care să se fi raportat la creația lui. Poezia sentimentală a tablourilor sale, onirismul lor care își are rădăcinile în folclorul evreiesc și în spiritul poporului rus, culorile strălucitoare care ar fi putut fascina pe mulți artiști nu și-au găsit adepți. Chagall nu a încercat să schimbe cursul istoriei picturii. A dorit pur și simplu ca, în felul său original, să ilustreze povești minunate, născute din propriile experiențe, să-și exprime propriul misticism care poartă mai mult însemnele poeziei decât ale religiei.

## Citat
„Am ales pictura, căci îmi era la fel de vitală ca aerul. Mi s-a părut o fereastră prin care pot să-mi găsesc scăparea într-o altă lume.”—Marc Chagall